# イリノイ方面作戦

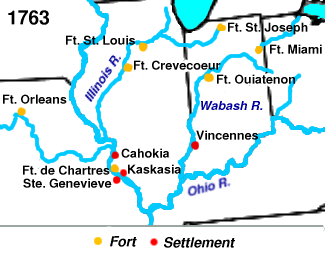
イリノイ地方のフランス人開拓地と砦、参考のために現在の州境を記入してある

イリノイ方面作戦（イリノイほうめんさくせん、英: Illinois campaign）は、アメリカ独立戦争の1778年から1779年にかけて、ジョージ・ロジャース・クラークが率いたバージニアの小さな民兵隊が、現在のアメリカ合衆国中西部にあったイリノイ地方のイギリス軍基地数カ所を占領した作戦行動である。この作戦はアメリカ独立戦争の西部戦線では最もよく知られた軍事行動となり、クラークの初期アメリカ軍人の英雄としての評判を確立させることになった。
1778年7月、クラーク隊はケンタッキーからオハイオ川を越え、イギリス領土にあったカスカスキア、ビンセンズなど幾つかの集落を占領した。この占領は、フランス語を話す人々とインディアンの大半がイギリス帝国のために武器を取ることを好まなかったために、一発の銃弾も放たれずに成し遂げられた。このクラーク隊の侵入に対して、デトロイト砦のイギリス副総督ヘンリー・ハミルトンは、小部隊でビンセンズを再占領した。1779年2月、冬季にも拘わらずクラーク隊がビンセンズを急襲して町を占領し、その過程でハミルトンを捉えた。バージニアはその地域をイリノイ郡として創設することで、クラークの成功を不動のものにした。
イリノイ方面作戦の重要性についてはその後多くの議論の対象となってきた。イギリスは1783年のパリ条約で北西部領土全体をアメリカ合衆国に譲渡したので、戦中にイリノイ地方を支配することで、当初の13植民地の領土を2倍近くにしたクラークの功績を認める歴史家がいる。このことでクラークは「北西部の征服者」と呼ばれ、その作戦、特に冬季のビンセンズ急襲が大いに祝福され、美化されてきた。別の歴史家は、クラークの「征服」が一時的な占領であり、イギリスとの領土交渉には影響しなかったと言って、この作戦の重要性を評価していない。

## 背景
イリノイ地方の定義は現在のインディアナ州とイリノイ州の大半を含むとされるが、曖昧である。フレンチ・インディアン戦争（ヨーロッパでは七年戦争）が終わるまでは、ヌーベルフランスのルイジアナ地区に属しており、1763年のパリ条約でフランスはこの地域の主権をイギリスに渡した。1774年のケベック法でイギリスは、新たに拡張されたケベック植民地の中にこのイリノイ地方を含めた。
1778年時点、イリノイ地方の人口は、ヨーロッパ系の子孫1,000人（大半がフランス語を話した）、と約600人のアフリカ系アメリカ人奴隷だった。数多いインディアンがミシシッピ川、イリノイ川、ウォバッシュ川沿いに集中する集落に住んでいた。イギリス軍の駐屯兵は僅かであり、その大半は1776年に費用を削減するため引き揚げられていた。フランス生まれの軍人で役人のフィリップ＝フランソワ・ド・ラステル・ド・ロシェブラーブがイギリス軍に雇用され、地方指揮官になった。ロシェブラーブはカスカスキアに駐屯し、デトロイトにいるハミルトンに報告書を送っていたが、度々その地域を管理するために必要な金、資源、兵士が足りないと苦情を申し立てていた。
1775年にアメリカ独立戦争が始まったとき、オハイオ川がイリノイ地方とケンタッキーの境であり、ケンタッキーにはその近年にアメリカ人開拓者が入植していた。イギリスは当初、インディアンを戦争の局外に置こうとしていたが、1777年、副総督のハミルトンは、インディアン戦士隊を徴募して武装させ、ケンタッキーの開拓地を襲撃させ、反乱植民地との戦争で西部戦線を開くよう指示を受けた。歴史家のバーナード・シーハンは「1776年から、西部開拓地の前線は常に、デトロイトを起点にする白人指導のインディアン襲撃隊による攻撃に曝されていた」と記している。
1777年、ジョージ・ロジャース・クラークはバージニアに属するケンタッキー郡民兵隊で、24歳の少佐になっていた。クラークは、イリノイ地方のイギリス軍基地を捕獲し、続いてデトロイトに向けて進軍することで、ケンタッキーに対する襲撃を終わらせることができると考えた。1777年4月、クラークは2人のスパイをイリノイ地方に送り込んだ。この2人は2か月後に戻り、カスカスキアの砦は守りが無いこと、フランス語を話す住民は概してイギリスに対する忠誠心がないこと、誰もケンタッキーから攻撃があるとは予測していないことを報告した。クラークはバージニア知事のパトリック・ヘンリーに宛てて、カスカスキア占領のための作戦を伝えた。

## 作戦の計画
ケンタッキーの開拓民は自分達で遠征隊を送るには権限、人、物資が足りなかったので、1777年10月、クラークは荒野の道を通ってウィリアムズバーグに行き、ヘンリー知事に会った。その道すがら、インディアンの襲撃故にケンタッキーを離れた開拓者約100人の隊と合流した。クラークの提案について秘密を守るために、トーマス・ジェファーソン、ジョージ・メイソン、ジョージ・ワイスなどバージニアの影響力ある人物数人にのみ内容が明かされた。ヘンリーは当初この作戦が実行可能なものか疑念を表明したが、クラークはヘンリー達の信用を得ることに成功した。この作戦はバージニア議会議員の承認を得たが、議員には遠征についてぼんやりとした情報しか与えられなかった。公にはケンタッキー防衛のために、クラークに部隊を立ち上げる権限が与えられた。ヘンリー知事からの秘密の指示では、カスカスキアを占領し、その後はクラークが適当と考えるところまで進めることになっていた。
ヘンリー知事はクラークをバージニア民兵隊の中佐に任官し、50名の兵士からなる中隊7個を立ち上げることを承認した。この部隊は後にイリノイ連隊と呼ばれることになり、バージニアの軍隊であり、戦争中にアメリカ合衆国の国軍となった大陸軍に属するものではなかった。兵士はケンタッキーに到着した後に3か月間の徴兵期間で徴募されるものとされた。クラークは秘密保持のために、遠征の目的がイリノイ地方侵略であることを徴兵された兵士の誰にも伝えなかった。兵士を募集し物資を購入するために当時はひどく価値が下がっていた大陸貨幣で1,200ポンドを与えられた。
クラークはモノンガヒラ川沿いのレッドストーン・オールド・フォートを作戦本部とし、ダンモアの戦争以来の僚友であるジョセフ・ボーマン、レナード・ヘルム、ウィリアム・ハロードの3人がそれぞれ徴兵を始めた。クラークはウィリアム・ベイリー・スミス大尉を少佐に任官し、スミスに150ポンドを与えて、ホルストン川流域（テネシー州）で4個中隊を徴募し、ケンタッキーでクラークと合流するよう命令した。
しかし様々な理由でイリノイ連隊に認められた350名の兵士を集めることができなかった。徴兵担当者は大陸軍や他の民兵隊の徴兵担当者と競合した。ケンタッキーはあまりに人口が少ないので人を割くだけの余裕がないと考える者もおり、守るよりも明け渡すべきだと推奨する者もいた。ホルストン川流域の住人は北のオハイオからのインディアンよりも、南のチェロキー族のことを心配しており、北方への作戦で徴兵に応じるのは躊躇した。ペンシルベニアの住民も幾らかはイリノイ連隊に応募したが、ペンシルベニアとバージニアは長く境界紛争を続けており、バージニアの領土を守るために行う作戦と考えられるものに応募する者は少なかった。

## オハイオ川を下るクラークの旅
兵士が合流するための時間に遅れることが続いた後、クラークは約150人の兵士と共に1778年5月12日に船でレッドストーンを離れた。兵士はボーマン、ヘルム、ハロード各隊長の下に3個中隊に編成されていた。ケンタッキーのフォールズ・オブ・ザ・オハイオで、スミス少佐が連れてくるホルストンの兵士200名と落ち合えると期待していた。クラーク隊と共に、ケンタッキーに入植するために約20家族が従った。

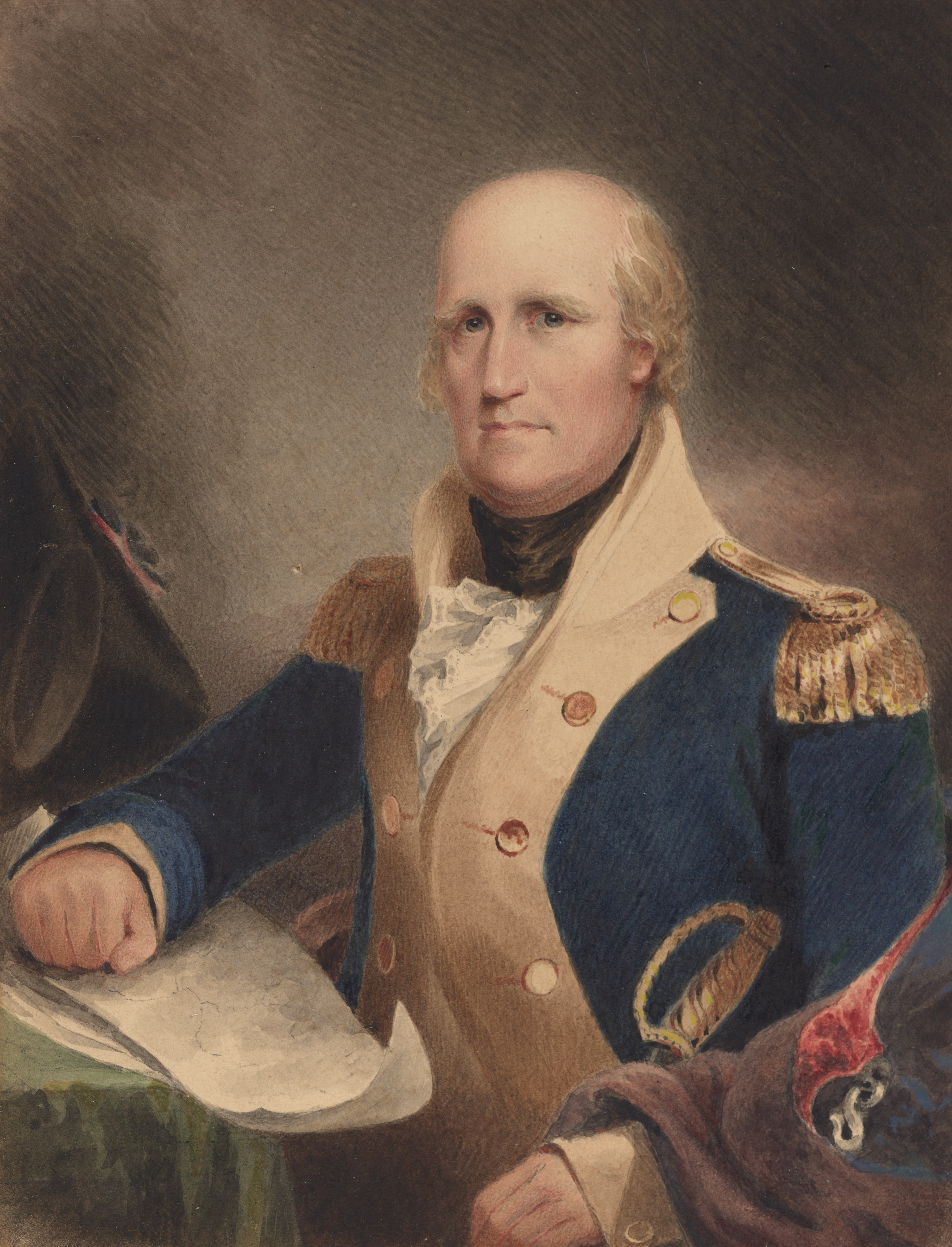
独立戦争時代にクラークを描いた絵は無い。この肖像画はクラークの死後1825年に、マシュー・ハリス・ジューエットが老年期のクラークを描いたものである

オハイオ川を下る旅の途中、クラーク隊は大陸軍西方方面軍指揮官エドワード・ハンド将軍が手配していた物資をピット砦とヘンリー砦で受け取った。ランドルフ砦（現在のウェストバージニア州ポイントプレザント）には、そこがインディアン戦士隊に攻撃された直後に到着した。この砦の指揮官は襲撃者追撃のためにクラーク隊の援助を求めたが、クラークは時間が無いと考えてこれを辞退した。
クラークはフォールズ・オブ・ザ・オハイオに近付いたときに、上流のスミス少佐に伝令を送り、落ち合うときになっていると伝えさせた。しかし間もなく、スミスに頼んだ4個中隊ではなく、ディラード大尉の下に中途半端な中隊1個のみがケンタッキーに到着したことを知った。そこでクラークは、ケンタッキー民兵隊の上官であるジョン・ボーマン大佐に伝言を送り、ディラード隊と他に徴兵できる兵士誰でもをフォールズ・オブ・ザ・オハイオまで送ってくれるよう依頼した。
クラークの小さな船隊は5月27日にフォールズ・オブ・ザ・オハイオに到着した。急流の中の小さな島、後にコーン島と呼ばれた地にベースキャンプを設営した。ケンタッキーとホルストンで徴兵された兵士が到着すると、それらの中から20名を自隊に加え、残りはケンタッキー開拓地の防衛のために戻した。新参の兵士はジョン・モンゴメリー大尉の中隊に編入された。モンゴメリーの中隊にはサイモン・ケントンという斥候がおり、後にケンタッキーでは伝説の開拓者になった。この島にいるときに、クラークは遠征の真の目的はイリノイ地方侵略であることを明かした。このことは多くの者から熱狂的な歓迎を受けたが、ホルストンから来た者の中からはその夜脱走した者が出た。7, 8人は捕まえられ連れ戻されたが、逮捕を免れ故郷に戻った者もいた。
クラークとその士官達がカスカスキア遠征に備えて兵士を訓練する一方で、部隊とともにオハイオ川を下ってきた家族連れ開拓者はこの島に入植し、トウモロコシの苗を植えた。これら開拓者は翌年には本土に移動し、ルイビルの町となる開拓地を設立した。クラークはこの島にいる間にピッツバーグから重要な伝言を受け取った。それはフランスがアメリカ合衆国との同盟条約に調印したという報せだった。クラークはこの報せが、イリノイ地方でフランス語を話す人々との同盟を確保するために使えると期待した。

## イリノイ地方の占領
クラーク隊は1778年6月24日にコーン島を出発し、その旅には耐えられないと見なした兵士7名を後に残した。これらの兵士は島の家族と共に滞在し、そこの食糧倉庫を守った。クラーク隊の総勢は約175名となり、ボーマン、ヘルム、ハロード、モンゴメリー各隊長の下に4個中隊に編成していた。皆既日食のときに滝の急流を通過した。その日食を良い兆候だと見なす兵士もいた。
6月28日、イリノイ連隊はテネシー川河口に到着し、そこで島に上陸して旅の最終段階に備えた。通常の旅人ならばミシシッピ川をそのまま下って行き、その後船を漕いでカスカスキアに向かうところだった。クラークはカスカスキアを急襲しようと考えたので、そこからは陸路、現在のイリノイ州南端部を越えてカスカスキアに近付くことにした。その行程は約120マイル (190 km) だった。クラーク隊は、最近カスカスキアに行ってきたばかりというジョン・ダフが指揮するアメリカ人狩猟者が一杯乗った船を捕まえた。彼等はカスカスキアに関する情報を提供し、案内人として遠征隊に加わることに合意した。その夜、クラーク隊はマサック砦廃墟の近くでオハイオ川北岸に船を引き揚げた。この砦はフレンチ・インディアン戦争の後でフランス軍が放棄したものであり、減殺のイリノイ州メトロポリス近くにあった。

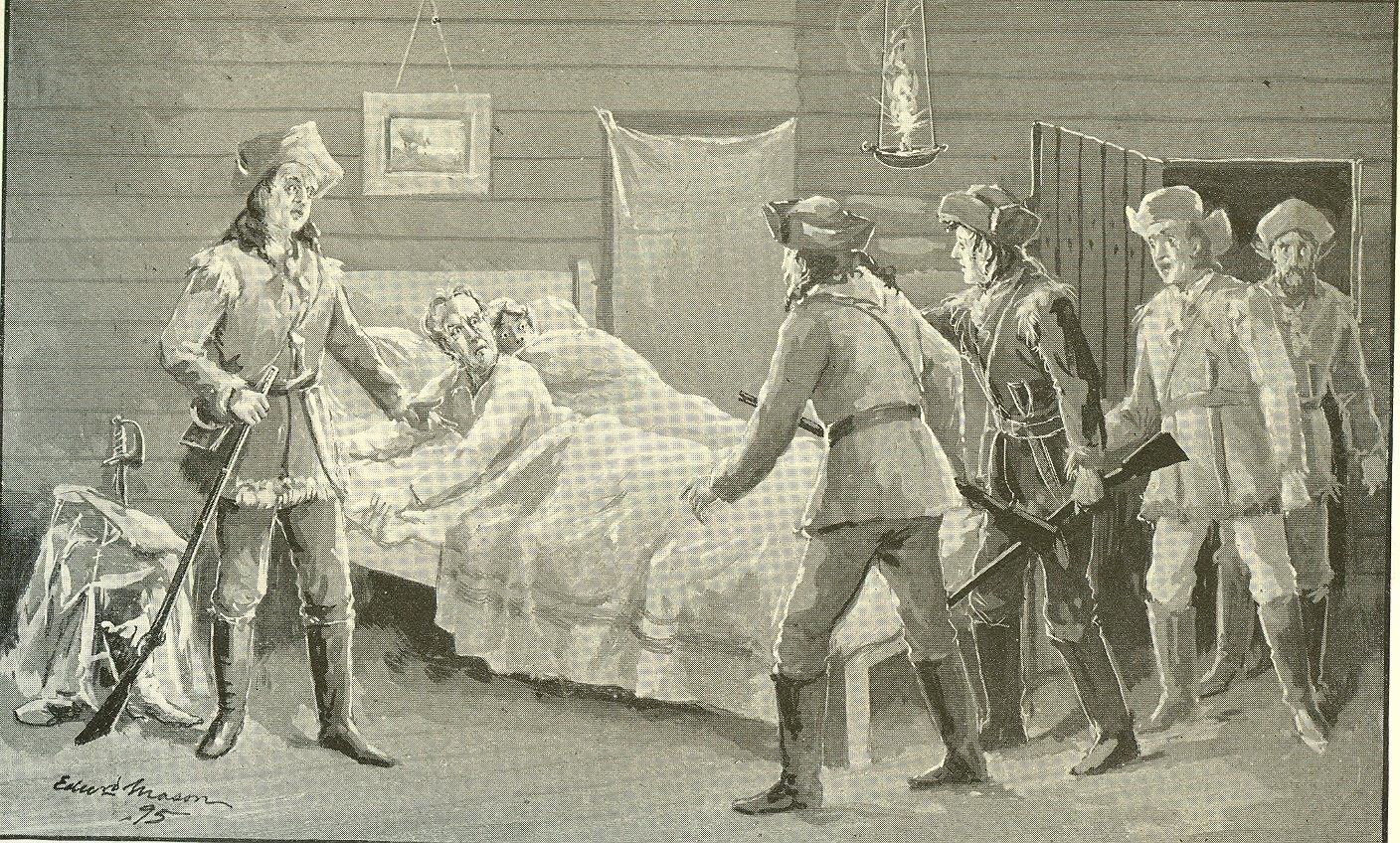
ロシェブラーブとその妻はベッドに入っているときに捕捉された。エドワード・メイソンによる1895年の挿画

部隊は森のなかを50マイル (80 km) 行軍すると草原に出た。案内人が道に迷ったと宣言すると、クラークは裏切りではないかと疑い、道を見つけなければ殺すと脅した。案内人は気を取り直すと行程を再開した。部隊は7月4日夜にカスカスキア郊外に到着した。兵士達はもっと速く到着できると考えていたので、4日分の食料しか持って出ておらず、6日間かかった行軍の最後の2日間は食料無しに過ごしていた。ジョセフ・ボーマンは「空腹状態にあり、そのとき町を占領するか、そのときに死んでしまおうと全員一致で決断した」と記した。
部隊は夜半頃にカスカスキア川を渡り、一発の銃弾も放たずに素早く町を制圧した。ゲイジ砦では、アメリカ兵がほとんど守りの無い砦に突入したとき、ベッドの中で寝ていたロシェブラーブを捕捉した。翌朝クラークは町民の協力を得ようとしたが、仏米同盟の報せでそれは容易になった。町民はバージニアとアメリカ合衆国に対して忠誠の誓いを求められた。村の司祭であるピエール・ギボー神父は、クラークがカトリック教徒はバージニアの法の下に保護されると請け合うと、説得された。ロシェブラーブなどアメリカ人に敵対的と考えられる者達は捕虜として扱われ、後にバージニアに送られた。
クラークは間もなくその権限を近くのフランス人開拓地まで広げた。7月5日午後、ボーマン大尉が30名の騎兵およびカスカスキア住民の幾らかと共に派遣され、プレーリーデュロシェ、セントフィリップ、カホキアの町を確保した。これらの町は抵抗せず、10日間のうちに300人以上がアメリカに対する忠誠を誓った。クラークがビンセンズに関心を向けるとギボー神父が協力を申し出た。7月14日、ギボーと数人の者が馬でビンセンズに向かった。そこでは市民の大半が忠誠の誓いに同意し、サックビル砦を守る地元民兵も同様だった。ギボーは8月始めにクラークのところに戻り、ビンセンズの町が説伏され、サックビル砦にはアメリカ国旗が翻っていると報告した。クラークはヘルム大尉をビンセンズに派遣し、フランス人民兵の指揮を執らせた。

## ハミルトンによるビンセンズ再占領
デトロイトでは、8月始めまでにハミルトンがクラーク隊によるイリノイ地方占領を知った。ハミルトンはビンセンズを取り返すことに決め、約30名のイギリス軍正規へ、145名のフランス系カナダ人民兵、エグシャワの指揮するインディアン60名を集めた。エグシャワはオダワ族の影響力ある戦闘指導者だった。民兵隊の前衛隊はデトロイト志願民兵隊のノーマンド・マクロード大尉が率いた。10月7日、ハミルトンの本隊がビンセンズまで300マイル (480 km) 以上の行軍を始めた。ウォバッシュ川を下り、ウィアタノンで停止し、クラーク隊によるイリノイ地方占領後にアメリカに対する同盟を宣言していたインディアンを徴兵した。12月17日にハミルトン隊がビンセンズに入った時までに、多くのインディアンが加わっていたので、総勢は500名に達していた。ハミルトン隊がサックビル砦に近付くと、ヘルム大尉の下に居たフランス系カナダ人民兵が脱走し、残されたヘルムと数少ない兵士は降伏した。町民は即座にアメリカ合衆国に対する忠誠を覆し、国王ジョージに対する忠誠を新たに誓った。
ビンセンズを再占領した後、インディアンとデトロイト民兵の大半は故郷に戻った。ハミルトンは約90名の兵士と共にサックビル砦で冬を過ごすことにし、イリノイの他の町を春には取り返す作戦を立てていた。

## クラークのビンセンズ行軍
1779年1月29日、イタリア人毛皮交易業者のフランシス・ヴィーゴがカスカスキアに来て、クラークにハミルトン隊によるビンセンズ再占領を伝えた。クラークは冬の間にビンセンズを急襲し、ハミルトンが春にイリノイ地方を再確保する前に動く必要があると決断した。クラークはヘンリー知事に宛てて次のように文書を送った。
1779年2月6日、クラークはおそらく約170名の志願兵と共にビンセンズを発った。その半数近くはカスカスキアのフランス人民兵だった。この遠征ではボーマン大尉が副指揮官となり、クラークはその遠征隊を「最後の頼みの綱」と呼んでいた。クラーク隊が行軍する間に、40名は武装ガレー船で残り、ビンセンズからウォバッシュ川の下流に留まって、イギリス兵が水路を逃げようとしたときの備えにした。

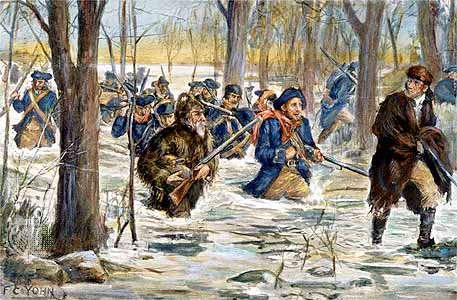
クラーク隊のビンセンズ行軍は多くの絵画に描かれている。この絵はF・C・ヨーンが描いたイラスト

クラークは現在のイリノイ州を横切る約180マイル (290 km) の行程を率いた。この年の冬は寒くなく、しばしば雨が降り、平原は数インチの水で覆われていることが多かった。食料は荷馬に負わせ、兵士が移動しながら銃で撃ち殺す野生動物で補った。2月13日にリトルウォバッシュ川に到着したが、川水が溢れて流れは幅約5マイル (8 km) にもなっていた。部隊は大型のカヌーをこしらえ、兵士と物資を何度も往復して渡した。その後の数日間は特に大変だった。食料が枯渇し、兵士はほとんど常に水の中を歩いている状況だった。2月17日にエンバラス川に到着した。サックビル砦まで僅か9マイル (14 km) の距離だったが、川が深くて渡れなかった。エンバラス川に沿って下流のウォバッシュ川まで下り、そこで翌日には船を建造し始めた。士気は低く、最後の2日間は食料も無く、クラークは兵士が脱走しないようにしておくだけで苦労した。
2月20日、ビンセンズの5人の猟師が船で移動しているところを捕まえられた。彼等はクラークに、その小さな軍隊が見つけられて居らず、ビンセンズの住民は依然としてアメリカ側に同調的であると伝えた。翌日クラーク隊はウォバッシュ川をカヌーで渡った。荷馬は後に残した。その後は時として肩まで水に浸かる中をビンセンズまで行軍した。最後の2日間が最も大変だった。幅約4マイル (6 km) の水が溢れた平原を横切るときは、疲労が極限に達した者達を順次カヌーで渡した。ビンセンズに達する直前に、友好的であることが分かっていた村人に出遭い、部隊がまだ感知されていないことが告げられた。クラークはその男にビンセンズ住民に宛てた手紙を持たせて先に立たせ、クラークが軍隊と共にまさに到着しようとしていること、敵だと思われたくなければ、家の中に留まっているよう伝えさせた。この伝言は公共広場で読み上げられた。ハミルトンに警告するために砦に向かう者は居なかった。

## サックビル砦の包囲
クラーク隊は2月23日日没時にビンセンズに行軍し、2つに分かれて町に入った。1隊はクラーク自身が、もう1隊はボーマンが指揮した。土地が盛り上がって部隊の姿を隠し、旗だけが見えるような地勢の利点を生かし、部隊を操って1,000名の部隊が近付いているような印象を与えさせた。クラークとボーマンが町を制圧している間に、分遣隊がサックビル砦に送られて発砲を始めた。その濡れた弾薬は地元住民のフランソワ・ブスロンの働きで交換されていた。大騒ぎになっていたにも拘わらず、窓を通ってきた銃弾で部隊兵の1人が傷つくまで、ハミルトンは砦が攻撃されていることに気付かなかった。

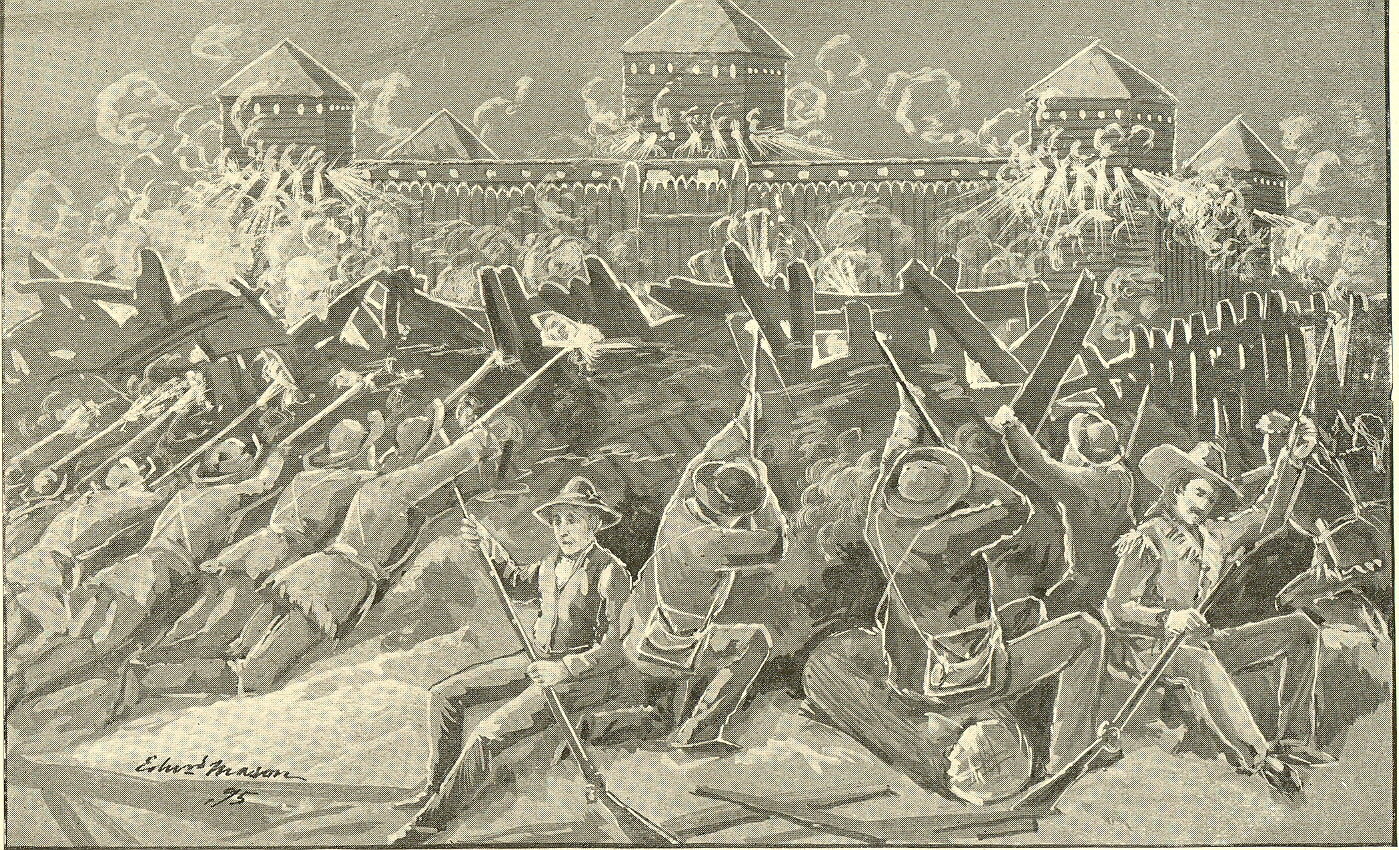
サックビル砦への夜襲、1779年2月23日 (エドワード・メイソン画、1895年)

クラーク隊は砦の門前に200ヤード (180 m) の塹壕を築いた。兵士が砦に発砲する中で、小さな分隊が壁から30ヤード (27 m) の距離に這い進み、近距離から射撃した。イギリス軍は大砲を放って町の建物数軒を破壊したが、包囲部隊にはほとんど損傷を与えられなかった。クラーク隊の兵士は砦の除き窓に向かって発砲し砲手の何人かを殺すか負傷させることで、大砲を黙らせた。一方クラークは地元民からの援助も受けていた。住民はイギリス軍には見つからないように隠していた弾薬を渡した。ピアンクショー族酋長ヤング・タバコは部族の100名に砦攻撃を援助させると申し出た。クラークは酋長の申し出を断った。これは暗闇のために部隊兵が友好的なピアンクショー族やキカプー族を、地域の敵対的な部族と誤って攻撃することを怖れたからだった。
2月24日午前9時頃、クラークは伝令にハミルトンの降伏を求める文書を持たせた。ハミルトンが拒絶し、交戦はその後2時間ほど続いたが、ハミルトンが捕虜にしていたヘルム大尉を派遣して降伏の条件を提案した。クラークはヘルムを送り返し、30分以内の無条件降伏、さもなければ砦を急襲すると伝えさせた。ヘルムは時間内に戻り、ハミルトンが3日間の休戦を提案していると伝えた。これも拒否したクラークは村の教会でハミルトンと会見することに合意した。
教会での会見前に、クラークの経歴で最も議論を呼んだ事件が起こった。クラーク隊がビンセンズを再占領したことを知らずに、インディアンの戦士隊とフランス系カナダ人民兵が待ちに入ってきた。小競り合いが起こり、クラーク隊は6名を捕虜にした。捕虜のうち2人はフランス人であり、住民やクラークの追随者達の1人の要請で釈放されたクラークは残る4人のインディアン捕虜を見せしめにすることにした。彼等は砦の前面に座らされ、その後トマホークで殺された。死体は頭皮を剥がれ、川に放り込まれた。ハミルトンはこの処刑の様子を目撃しなかったが、後にクラークがその手にあったインディアン1人以上を殺したと記した。ハミルトンは戦犯としてアメリカに投獄され、その捕獲者を悪く言いたい動機があったので、誇大に語っていると考える歴史家がいる。クラークは処刑者の1人だという主張はしていないが、ケンタッキーの開拓者を殺されたことに対する正当な報復であると考え、インディアンを脅してその襲撃を止めさせる手段と考えて、弁解無しに殺したことを記している。
教会ではクラークおよびボーマンがハミルトンと会見し、降伏条件を決めた。2月25日午前10時、ハミルトンの守備兵79名が砦から出てきた。クラークの兵士は砦の上にアメリカ国旗を掲げ、砦をパトリック・ヘンリー砦と改名した。クラークの兵士の一部と地元民兵がウォバッシュ川上流に派遣されて物資輸送隊を捕獲し、イギリス軍援軍とデトロイトにおけるハミルトンの判事であるフィリップ・デジーンも捕獲した。クラークはハミルトン、その士官7名およびその他18名の捕虜をウィリアムズバーグに送った。ハミルトンに付いてきていたフランス系カナダ人は中立の誓いを立てた後に釈放された。

## 戦闘の後

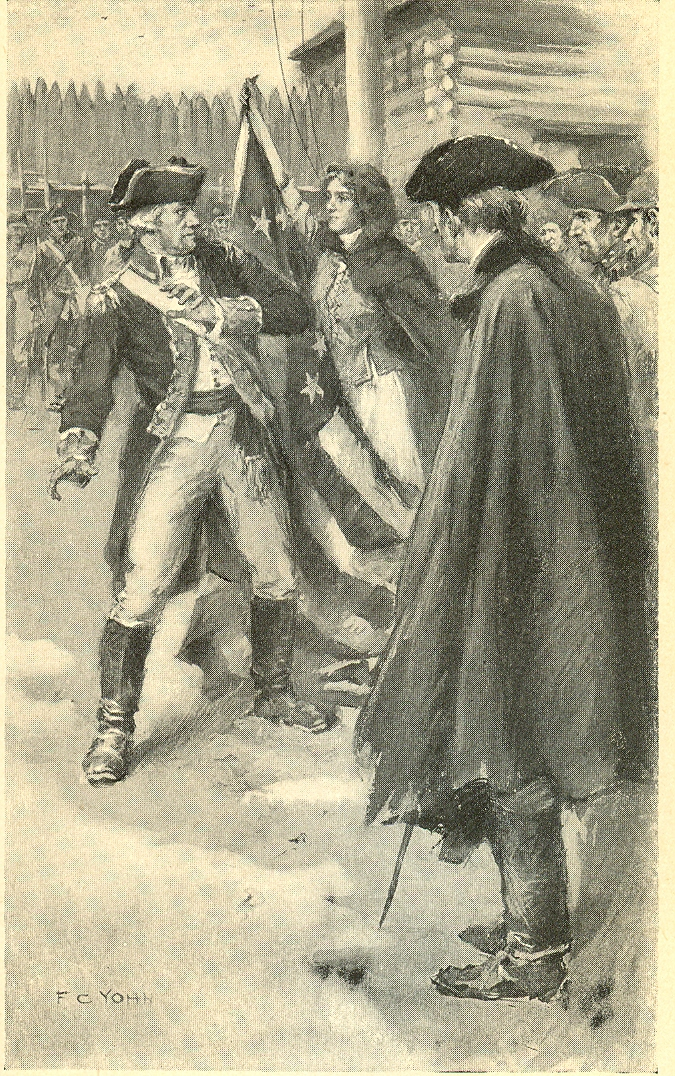
『古いビンセンズのアリス』から想像上のシーン。クラークがサックビル砦を占領した後、ビンセンズのフランス語を話す住民アリスが、総督のハミルトンに見つからないよう隠していたアメリカの国旗を誇らしげに出してみせている

クラークはビンセンズを再占領した後に高い望みを抱いた。この一撃がインディアン戦争をほとんど終わりに導くだろう」と語った。独立戦争のその後、クラークはデトロイトに対する作戦を実行しようとしたが、不十分な兵力と物資のために何度も遠征を中止した。一方クラークが勝利した報せを聞いた開拓者はケンタッキーの殺到し始めた。1779年、バージニアはケンタッキーで土地登記をするための事務所を開き、ルイビルなどの開拓地が設立された。
クラークが最初にイリノイ地方を占拠したことを知ったバージニアはその土地の占有を宣言し、1778年にはイリノイ郡を設立した。1781年初期、バージニアはこの地域を中央政府に譲渡する決議を行い連合規約の批准に向けた最後の道を付けた。この土地はアメリカ合衆国の北西部領土となった。
イリノイ方面作戦の資金は、イリノイ地方の地元住民や商人に大きく依存していた。クラークはバージニアにその領収書を提出したが、これらの人々の多くは補償されなかった。大きな寄付者の中にはギボー神父、フランソワ・リデイ・ブスロン、チャールズ・グラティオットフランシス・ヴィゴー等がおり、その生きている間に支払いを受けることはなく、貧窮に陥った。しかし、クラークとその兵士達はルイビルから土地を与えられた。クラーク特許地は現在のインディアナ州クラークスビルにあり、クラーク郡とフロイド郡東部の大半を作ることになった。
1789年、クラークはジョン・ブラウンなどアメリカ合衆国議会議員の要請に応えてイリノイ方面作戦の証言を書き止め始めた。議員は当時北西部領土を如何に管理するかを検討していた。その『回想録』はよくあるように、クラークが生きている間には出版されなかった。19世紀の歴史家に利用されたが、1896年になってウィリアム・ヘイデン・イングリッシュの『北西部の征服』という著書で出版された。その『回想録』は、モーリス・トンプソンによる『古いビンセンズのアリス』（1900年出版）とアメリカ人小説家ウィンストン・チャーチルによる『ザ・クロッシング』（1904年出版）という2つの小説の元になった。イリノイ方面作戦はジェイムズ・アレクサンダー・トムによる1979年の歴史小説『長いナイフ』にも描かれた。アメリカ合衆国海軍はこの戦闘を記念して4代の艦船にUSSビンセンズと命名した。

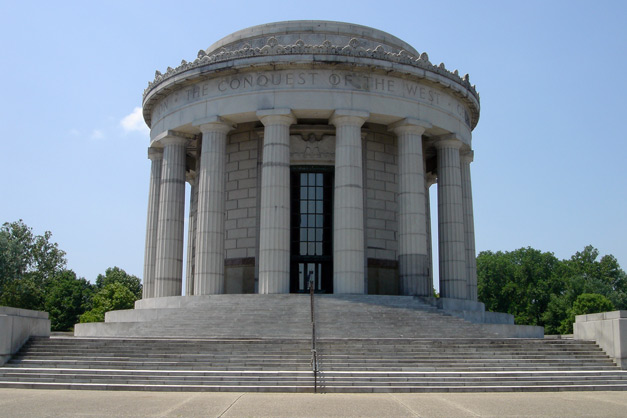
ジョージ・ロジャース・クラーク国立歴史公園はビンセンズでのクラークの勝利を記念している

ジョージ・ロジャース・クラークがアメリカ合衆国のために北西部領土を征服したかどうかに関する議論は、アメリカ独立戦争が終わるとすぐに始まり、政府は土地の領有権と戦争の負債を整理した。1783年7月、バージニア州知事ベンジャミン・ハリソンは「敵のイギリスの手から大きく貴重な土地をもぎ取った」と言ってクラークに感謝した。19世紀と20世紀半ば、歴史書でクラークはたびたび「北西部の征服者」と言及された。しかし20世紀に、歴史家の中にその解釈を疑う者が出始め、資源の不足のためにクラークは戦争が終わる前にイリノイ地方から兵士を引き上げざるを得なかったこと、インディアンの大半敗北せずに残っていたことの故に、北西部領土は「征服」されなかったと論じている。クラークの行動はヨーロッパでの境界交渉に何の影響も与えなかったという意見もある。1940年、歴史家のランドルフ・ダウンズは、「クラークが昔の北西部を「征服」したとか、カスカスキア、カホキア、ビンセンズを「占領」したとか言うのは誤解を与えることになる。その地域のフランス系住人とインディアンから、イギリスによる大変曖昧な政治支配を取り去ることに貢献したと言うのがより正確だろう」と記した。